# Alfred Kotey
Alfred Kotey est un boxeur ghanéen né le 3 juin 1968 à Accra et mort le 30 juin 2020 dans le Bronx (New York).

## Carrière
Passé professionnel en 1988, Alfred Kotey s'empare du titre de champion du monde des poids coqs WBO le 30 juillet 1994 après sa victoire aux points contre Rafael Del Valle. Kotey conserve son titre face à Armando Castro et Drew Docherty puis est battu par Daniel Jiménez le 21 octobre 1995. Il met un terme à sa carrière en 2012 sur un bilan de 26 victoires, 16 défaites et 1 match nul.